# I'm Eighteen
I'm Eighteen, a volte indicata solo Eighteen, è una canzone di Alice Cooper estratta dall'album Love It to Death. Venne pubblicata come singolo tre mesi prima dell'uscita dell'album e divenne uno dei maggiori successi di Alice Cooper.
La rivista Rolling Stone mise il brano al numero 482 nella sua Lista delle 500 migliori canzoni.
Il gruppo Thrash metal Anthrax ne ripropose una cover nel loro album d'esordio Fistful of Metal del 1984.
I Creed nel 1998 resero omaggio a questo pezzo inserendolo nell'album The Faculty.